# Нови Сад на води
Нови Сад на води је назив за нову градску четврт Новог Сада, чија је изградња у плану.

## Назив и локација
Нови Сад на води је планирано луксузно насеље, које треба да буде изграђено крај Рибарског острва у Новом Саду, по замисли градске власти. У јавности је овај пројекат прозван „Новим Садом на води” по угледу на стамбено-пословни комплекс Београд на води.
Насеље би се налазило између Рибарског острва на југу и касарне Александар Берић на северу, на простору Бродоградилишта Нови Сад. Ова локација административно припада месној заједници Острво. Нови Сад на води би био лоциран у близини новог моста преко Дунава, чија је градња тренутно у току.

## Карактеристике планираног насеља
"Анализа саобраћаја помоћу микро и макро симулације саобраћајних токова на локалитету Бродоградилишта у Новом Саду" коју је 2019. године израдио "Виа инжењеринг" доо, а коју је доставило Јавно предузеће "Урбанизам", показује да би на овом простору могло бити изграђено десетак зграда.
Две зграде које се могу видети на илустрацији, имају по 20 спратова и налазе се на краку парцеле Бродоградилишта који улази у Дунавац. Са ове локације пружао би се поглед на Дунавац, али и Рибарско острво. Поред тога, ту је још десетак зграда, а и пристан за чамце.
Простор је подељен у пет зона, од којих је једна искључиво пословна, а једна искључиво стамбена. Остале зоне су мешовите, са наменом становања и комерцијалних садржаја. У једној зони планиран је и хотел, па је због тога предвиђен "избалансиран однос смерова саобраћаја" због доласка гостију у хотел.
У овим зонама би се, по проценама, могло налазити 2.299 станова, у стамбеним и мешовитим зградама. Укупна квадратура планираних објеката је 39.600 квадрата.

## Контроверзе око пројекта
Локација Бродоградилишта била је и тачка спорења активиста и представника "Урбанизма" током неколико јавних презентација и јавне расправе о новом Генералном урбанистичком плану, јер је, како је и сам директор "Урбанизма", Душан Миладиновић, рекао, немогућа градња на овом земљишту без померања насипа које се, званично, ради због веслачке стазе.
На првој презентацији, Миладиновић је рекао да ће се овај део града драстично променити и да ће имати "садржаје који ће унапредити приобаље, сферу пословања и туризма и који ће допринети оживљавању Дунавца који је сада бара". Појаснио је да то значи да је простор бродоградилишта предвиђен за стамбено-пословну зону са хотелом и "осталим садржајима".

## Реализација пројекта
Право коришћења на парцели на којој се још увек налази Бродоградилиште има један од највећих новосадских инвеститора, Галенс, који се у јулу 2021. године огласио поводом критика грађана, странки и активиста у вези са планираном изградњом на овом земљишту.
Они су навели да "у будућности, када се за то стекну законски услови и ако струка да 'зелено светло', планирају изградњу најмодернијег, хуманог стамбено-пословног комплекса, по угледу на европска уређена бродоградилишта претворена у нове омиљене градске четврти". Навели су и да би овај простор био отворен за све грађане.
Челници Новог Сада уверавају да постоји жеља да се уреди цело приобаље Дунава, па и то у запарложеном залеђу Лимана и Булевара деспота Стефана према старом бродоградилишту. Али за то постоје и препреке јер нема сагласности ЈВП „Воде Војводине”, које мери урбанистичке планове када они задиру у питања вода и одбрана од вода.